# Diari d'Andorra
Diari d'Andorra is een Andorrese krant die in mei 1991 is opgericht in Andorra la Vella. De krant is in het Catalaans gesteld. Het blad wordt uitgegeven door Premsa Andorrana en heeft een oplage van 19.000 exemplaren en 1.900 abonnees. Daarmee is het de marktleider van de Andorrese pers.